# Fres
Fres (en griego: Φρες) es un pueblo y antiguo municipio de la unidad regional de Chania, Creta, Grecia. Desde la reforma del gobierno local de 2011 forma parte del municipio Apokóronas, del cual es una unidad municipal. La unidad municipal tiene una superficie de 53,819 km². En 2011, Fres tenía una población de 326 habitantes. La ciudad tiene una gran plaza principal rodeada de varios cafés donde los lugareños del pueblo se reúnen y socializan. Un arco en Fres conduce a la parte alta del pueblo y a la capilla de Nuestra Señora de las Dos Rocas.
Abarca las estribaciones de las Montañas Blancas (Lefká Óri). Los asentamientos en Fres son Paidochori, Pemonia, Tzitzifes, Melidoni y Fres Village.